# Lopadium pulchrum
Lopadium pulchrum är en lavart som först beskrevs av Johannes Müller Argoviensis, och fick sitt nu gällande namn av Alexander Zahlbruckner 1926. Lopadium pulchrum ingår i släktet Lopadium och familjen Ectolechiaceae.   Inga underarter finns listade i Catalogue of Life.